# María de la Esperanza de Borbón y Orleans
Titre
Épouse du prétendant au trône du Brésil
18 décembre 1944 – 8 août 2005
(60 ans, 7 mois et 21 jours)
María de la Esperanza de Borbón y Orleans (en français María de la Esperanza (ou Espérance) de Bourbon - en portugais Maria da Esperança de Bourbon e Orléans), née le 14 juin 1914 à Madrid et morte le 8 août 2005 à Villamanrique de la Condesa en Espagne, est une princesse de la maison de Bourbon.

## Biographie
Elle est la fille de Carlos de Borbon-Dos Sicilias et de Louise d'Orléans (1882-1958).
Le 18 décembre 1944 à Séville, elle épouse Pedro Gastão de Orléans e Bragança.
De cette union naîtront :
- Pedro Carlos de Orléans e Bragança (1945), en 1975 il épouse Rony Kuhn de Souza (1938-1979), dont postérité. Veuf, il épouse en 1981 Patricia Alexandra Brascombe (1964), dont postérité ;

- Maria da Glória de Orléans e Bragança (1946), en 1972 elle épousa le prince héritier Aleksandar de Yougoslavie dont elle divorce en 1985, dont postérité. La même année, elle épouse don Ignacio de Medina y Fernández de Córdoba (1947), dont postérité ;

- Alfonso de Orléans e Bragança (1948), en 1973 il épouse Maria Parejo y Gurruchaga (divorce en 1998), dont postérité. En 2002, il épouse Sylvie-Amélie Senna de Hungria Machado ;

- Manuel de Orléans e Bragança (1949), en 1977 il épousa Marguerite Haffner y Lancha (1945) dont il divorce en 1995, dont postérité. La même année, il épouse Elisa Ariza y Riobóo ;

- Cristina de Orléans e Bragança (1950), en 1980 elle épouse le prince Jean-Paul Sapieha-Rozanski (1935-1992), dont postérité et dont elle divorce. En 1992, elle épouse José Carlos Calmon de Brito dont elle divorce en 1995 ;

- Francisco Humberto de Orléans e Bragança (1956), en 1978 il épouse Christine Schmidt Peçanha (1953), dont postérité. En 1980, il épouse Rita de Cassia Pires, dont postérité.

## Titulature et décorations

### Titulature
- 4 juin 1914 - 8 décembre 1944 : Son Altesse Royale doña María de la Esperanza de Borbón y Orleans, princesse de la maison de Bourbon, princesse des Deux-Siciles
- 8 décembre 1944 - 1946 : Son Altesse Royale la princesse Pierre-Gaston d’Orléans-Bragance, princesse de la maison de Bourbon, princesse des Deux-Siciles
- 1946 - 8 août 2005 : Son Altesse Impériale et Royale la princesse Pierre-Gaston d’Orléans-Bragance, princesse de la maison de Bourbon, princesse des Deux-Siciles[1]

### Décorations dynastiques
- Dame grand-croix de justice de l'ordre sacré et militaire constantinien de Saint-Georges (maison de Bourbon-Siciles)[2]
- Dame de l'ordre de la Reine Marie-Louise (royaume d'Espagne, 4 mars 1929)[3]

### Sources
- Bernard Mathieu et André Devèche, Tableau généalogique de la Maison des Bourbon, éd. de La Tournelle, 1984